# جورج كريمر
جورج كريمر (بالإنجليزية: George Creamer)‏ هو لاعب كرة قاعدة أمريكي، ولد في 1855 في فيلادلفيا في الولايات المتحدة، وتوفي بنفس المكان في 27 يونيو 1886 بسبب سل.

## وصلات خارجية
- جورج كريمر على موقعبيزبول رفرنس.كوم (الدوري الرئيسي) (الإنجليزية)
- جورج كريمر على موقعبيزبول رفرنس.كوم (الدوري الثانوي) (الإنجليزية)